# 臺北市樺山國民學校
樺山小學校是曾經存在於台灣日本時代的小學校。校址位於台北市樺山町。其前身為設立於明治44年（1911年）的台北第四尋常小學校，原校址位於後來的台北市役所。昭和13年（1938年），遷入位於同町的新校舍。樺山小學校曾經是許多展覽及典禮的會場，第一至三回台灣美術展覽會即在此舉辦。

## 沿革
- 1911年（明治44年）：設立「臺北第四尋常高等小學校」。
- 1915年（大正4年）：更名為「臺北第四尋常小學校」。
- 1916年（大正5年）：更名為「臺北城北尋常小學校」。
- 1920年（大正9年）：台北市制施行，部分校舍用於設立台北市役所。
- 1922年（大正11年）：台北市町名改正，更名為「臺北市樺山尋常小學校」。
- 1938年（昭和13年）：位於舊校舍東鄰之新校舍完工，舊校地由台北市役所使用。
- 1941年（昭和16年）：依據《國民學校令》，更名為「臺北市樺山國民學校」。
- 1945年（昭和20年；民國34年）：9月2日二戰結束，同年10月25日國民政府接收後廢校。目前校舍為行政院內政部警政署使用（於1957年入駐後使用迄今）。

## 知名校友
- 西川滿
- 林衡道
- 辜振甫
- 杜祖健

## 外部連結
- 台北樺山小学校校歌 （页面存档备份，存于）